# Nazarénismus

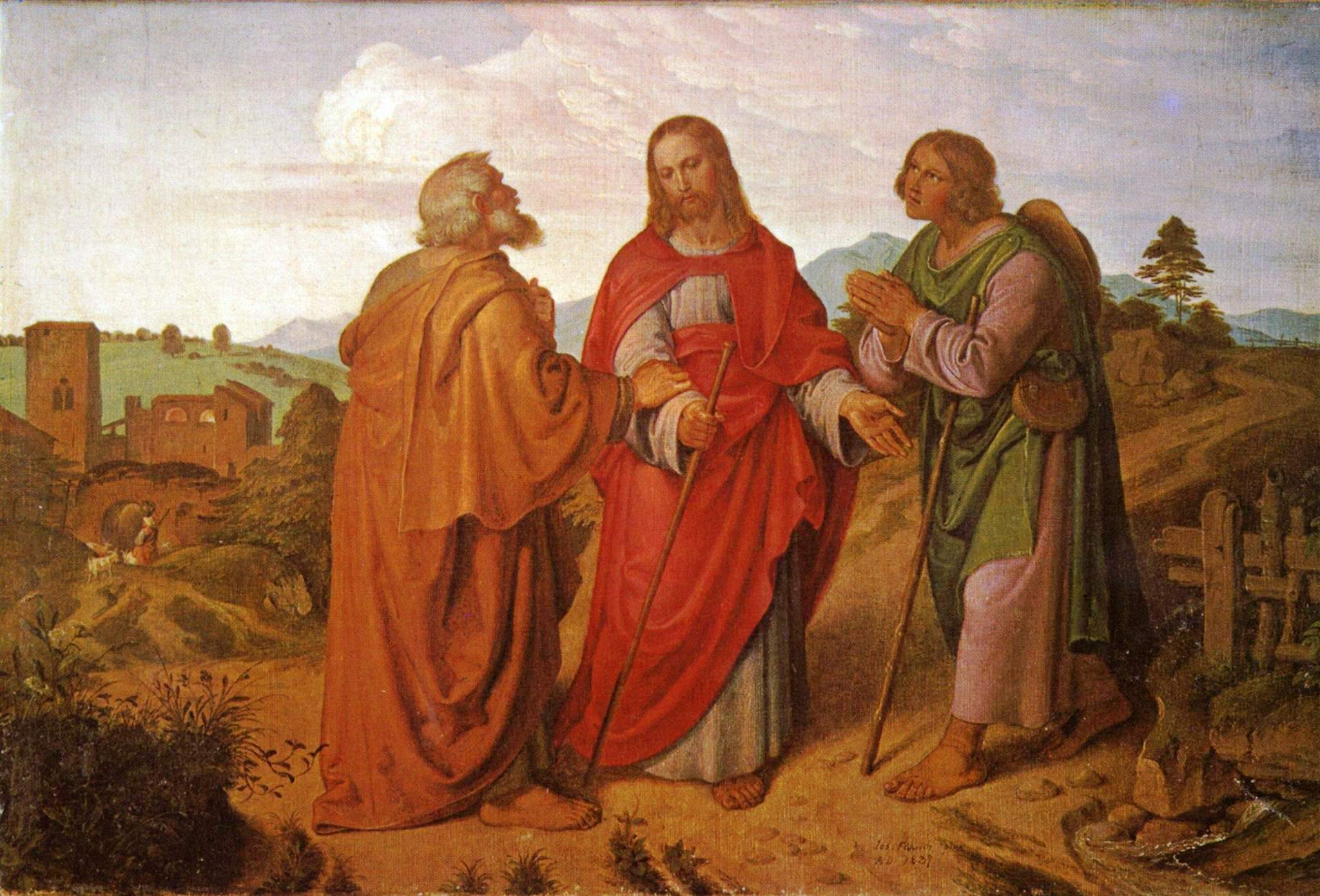
Cesta do Emauz od Josefa Führicha

Nazarénismus, též Nazarénský okruh, Nazaréni označoval původně skupinu malířů, kteří roku 1809 iniciativou studentů ve Vídni a v Římě založili Spolek sv. Lukáše, bratrstvo a zároveň první výtvarnou skupinu v novodobých dějinách umění. V širším slova smyslu se termín později začal užívat pro umělecký směr čerpající z neoklasicismu a neogotiky v pojetí romantismu . Projevil se především v první polovině 19. století a vyzníval až do počátku 20. století v Německu, v Itálii a v Rakouské monarchii.

## Charakteristika
Umělci tohoto směru, kteří byli po vzoru sekty raných židovských křesťanů nazýváni nazarény, hledali inspiraci v křesťanském umění pozdního středověku, z gotiky a rané renesance obdivovali především Albrechta Dürera a italské primitivy (Giotto, Pierro della Francesca, Andrea Mantegna). Pro jejich umění byla závazná katolická církevní tematika (někteří z členů konvertovali ke katolicismu), mělká kompozice přesně odstupněná na popředí, prostředí a pozadí, obnovení klasických technik fresky, dřevorytu, pro formu postav byla ideálem postava Ježíše Krista, v typicky strnulé stylizaci, charakteristický účes s plnovousem a polodlouhými vlasy a la Nazzarrena, archaické oblékání postav. V barevnosti nazaréni vyznávali kanonickou závaznost a v pestré barevné škále vycházeli z božského Raffaela. Ze sochařů k zakladatelům patřil Konrad Eberhard.

## Vznik a vývoj

### I. období
V letech 1808–1817 vedli studenti Akademie ve Vídni jako protest proti tehdejší výuce ředitele Heinricha Friedricha Fügera. Roku 1809 odešli do Říma, protože vídeňskou Akademii obsadila Napoleonova vojska. Zakládajících členů spolku bylo šest a obsadili římský františkánský klášter San Isidoro: Johann Friedrich Overbeck, Franz Pforr, Joseph Wintergerst, Joseph Suttner, Ludwig Vogel a Johann Konrad Hottinger. Mezi další zástupce a přívržence patřili od roku 1810 Giovanni Colombo (malíř)), od oku 1812 Peter von Cornelius, Carl Philip Forr (1816), Johann Veit a Philipp Veit, Friedrich Wilhelm Schadow (1813) a Johann Evagelista Scheffer von Leonardshof.

### II. období
V letech 1818–1830 došlo k rozšíření stylu do Rakouska a do Německa. Mezi další zástupce a přívržence patřili protestanti bratři Ferdinand a Friedrich Olivierové (1817), Julius Schnorr von Carolsfeld (1817), kteří v tomto duchu vedli Akademii v Berlíně, Düsseldorfu, Mnichově, a umělecké sbírky Städelova Institutu ve Frankfurtu nad Mohanem. Ze sochařů vynikl například Wilhelm Achtermann.

### III. období
40. - 60. léta 19. století: Poutním místem pro praxi nazarénů zůstal i po rozpadu skupiny Řím, pro umělce rakouské monarchie tam bývalo sídlem Palazzo Venezia, kam přicházeli studenti a absolventi vyznamenaní na pražské Akademii stipendiem tzv. Římskou cenou. Na vídeňské akademii vedl malířský ateliér Josef Matyáš Trenkwald.

## Čechy
Z českých malířů byl touto skupinou ovlivněn již František Tkadlík, jeho žáci Martin Tejček, František Nadorp, Josef Quaisser, J. Proksch a Corneliův žák Christian Ruben. Ze sudetoněmeckých malířů byl vůdcem tohoto okruhu Josef Führich a po něm Vilém Kandler. Ve 40. letech 19. století z nazarénismu čerpali mj. František Šír, Josef Vojtěch Hellich, ze sochařů Petr Maixner. Obdivoval je mladý František Palacký.